# Шато-Тьерри
Шато́-Тьерри́ (фр. Château-Thierry) — коммуна на севере Франции, регион О-де-Франс, департамент Эна, центр одноименного округа. Расположена в 85 км к востоку от Парижа и в 51 км к западу от Реймса, в 5 км от автомагистрали А4 «Эст», на реке Марна. В 1,5 км к югу от центра коммуны находится железнодорожная станция Шато-Тьерри линии Париж-Страсбург.
Население (2018) — 15 351 человек.

## История
Основанное в последние годы существования Римской империи поселение под названием Отмю располагалось на дороге Суассон — Труа в месте её перехода через реку Марна.
В VIII веке майордом Карл Мартелл захватил короля франков Теодориха IV и заключил его в замок Отмю. После этого город получил имя Castrum Theodorici, которое со временем трансформировалось в Шато-Тьерри (Теодорих переводится на французский как Тьерри). На протяжении многих лет Шато-Тьерри принадлежал графам Вермандуа — близким родственникам французских королей.
Шато-Тьерри был местом двух важных сражений: в 1814 году во время Шестидневной войны Наполеон I разбил здесь прусскую армию, а в 1918 году во время Первой мировой войны союзники нанесли здесь поражение германской армии.

## Достопримечательности
- Руины знаменитого Замка Шато-Тьерри; до настоящее время сохранились части крепостной стены, ворота Сен-Жан и Сен-Пьер.
- Монастырь ордена капуцинов XVII века, в настоящее время — колледж
- Церковь Святого Крепена XV века
- Протестантский храм
- Бывшая сторожевая башня Балан

## Экономика
Структура занятости населения:
- сельское хозяйство — 0,7 %
- промышленность — 15,6 %
- строительство — 4,2 %
- торговля, транспорт и сфера услуг — 44,8 %
- государственные и муниципальные службы — 34,7 %

Уровень безработицы (2017) — 23,1 % (Франция в целом — 13,4 %, департамент Эна — 17,8 %). 

Среднегодовой доход на 1 человека, евро (2018) — 18 020 (Франция в целом — 21 730, департамент Эна — 19 690).

## Демография
Динамика численности населения, чел.

## Администрация
Пост мэра Шато-Тьерри с 2017 года занимает Себастьен Эжен (Sébastien Eugène). На муниципальных выборах 2020 года возглавляемый им центристский список победил в 1-м туре, получив 69,44 % голосов.
| Период | Период | Фамилия        | Партия                                        | Примечания                                                                                              |
| ------ | ------ | -------------- | --------------------------------------------- | --- |
| 1965   | 1971   | Пьер Лемре     | Коммунистическая партия                       | член Генерального совета департамента                                                                   |
| 1971   | 1989   | Андре Росси    | Союз за французскую демократию                | член Генерального совета департамента, депутат Национального собрания Франции, министр внешней торговли |
| 1989   | 2008   | Доминик Журден | Социалистическая партия                       | предприниматель                                                                                         |
| 2008   | 2017   | Жак Крабаль    | Радикальная левая партия                      | учитель, член Генерального совета департамента, депутат Национального собрания Франции                  |
| 2017   |        | Себастьен Эжен | Радикальная левая партия Радикальное движение | бизнес-консультант                                                                                      |

## Галерея

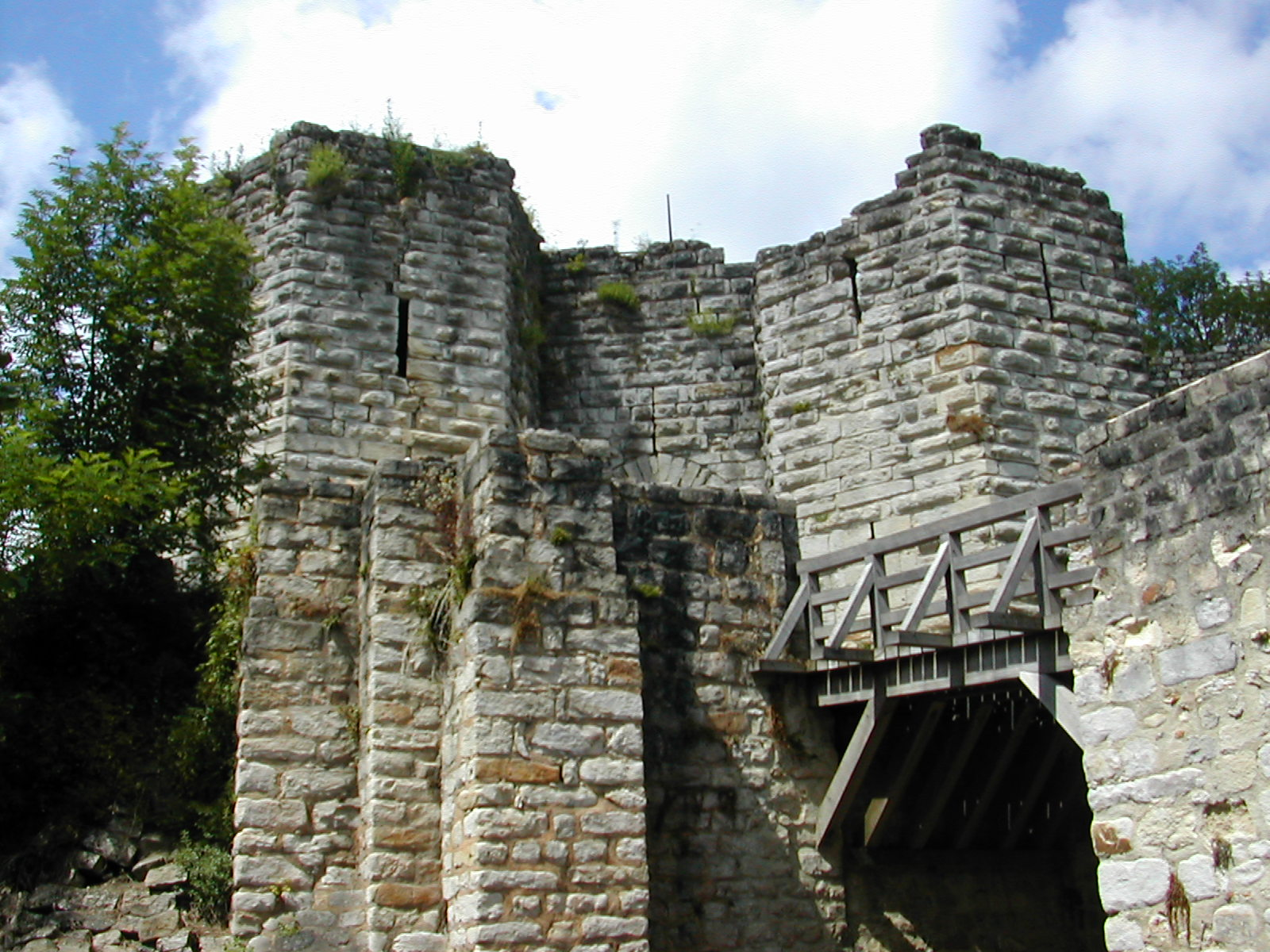
Главный вход в замок Шато-Тьерри
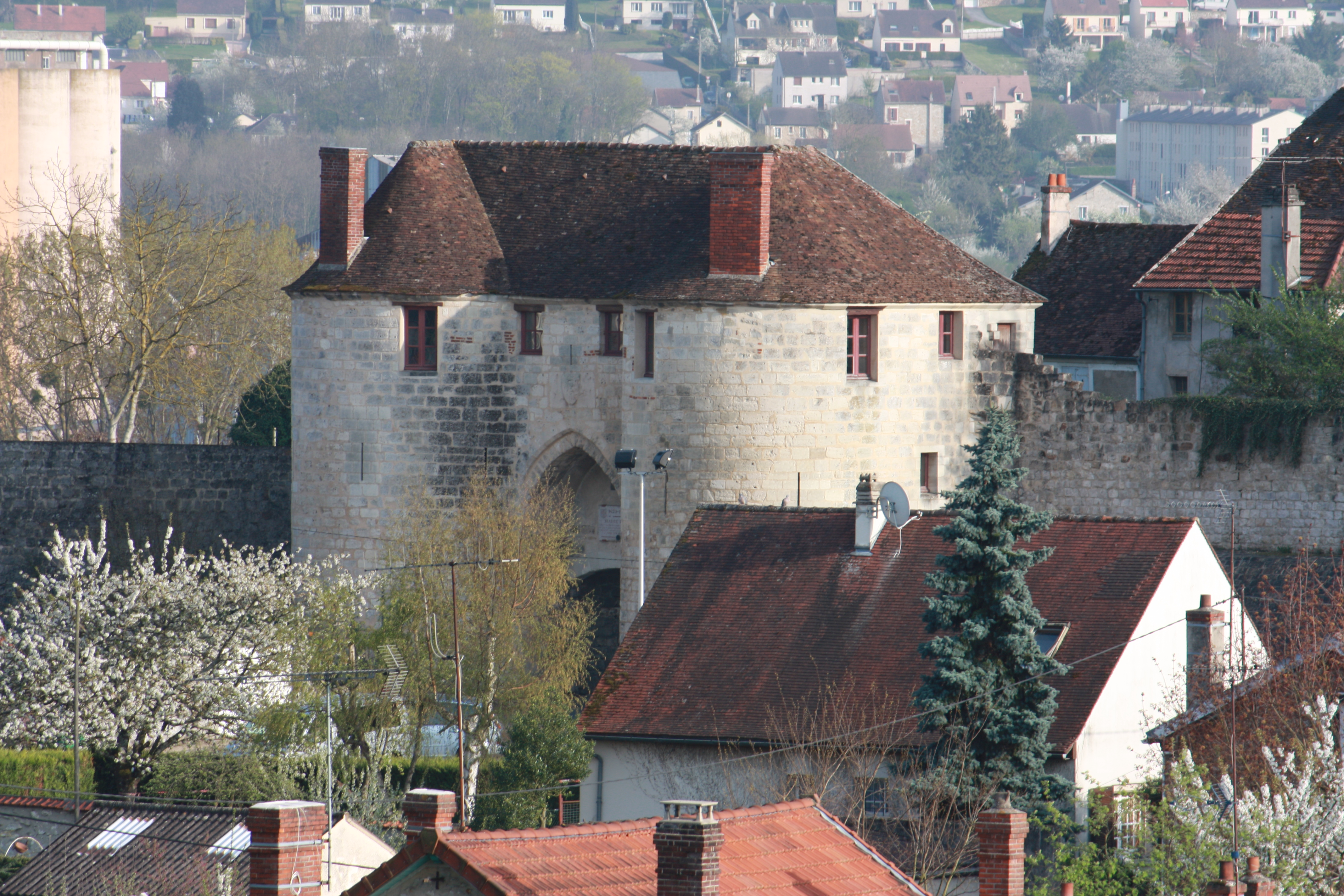
Ворота Сен-Пьер
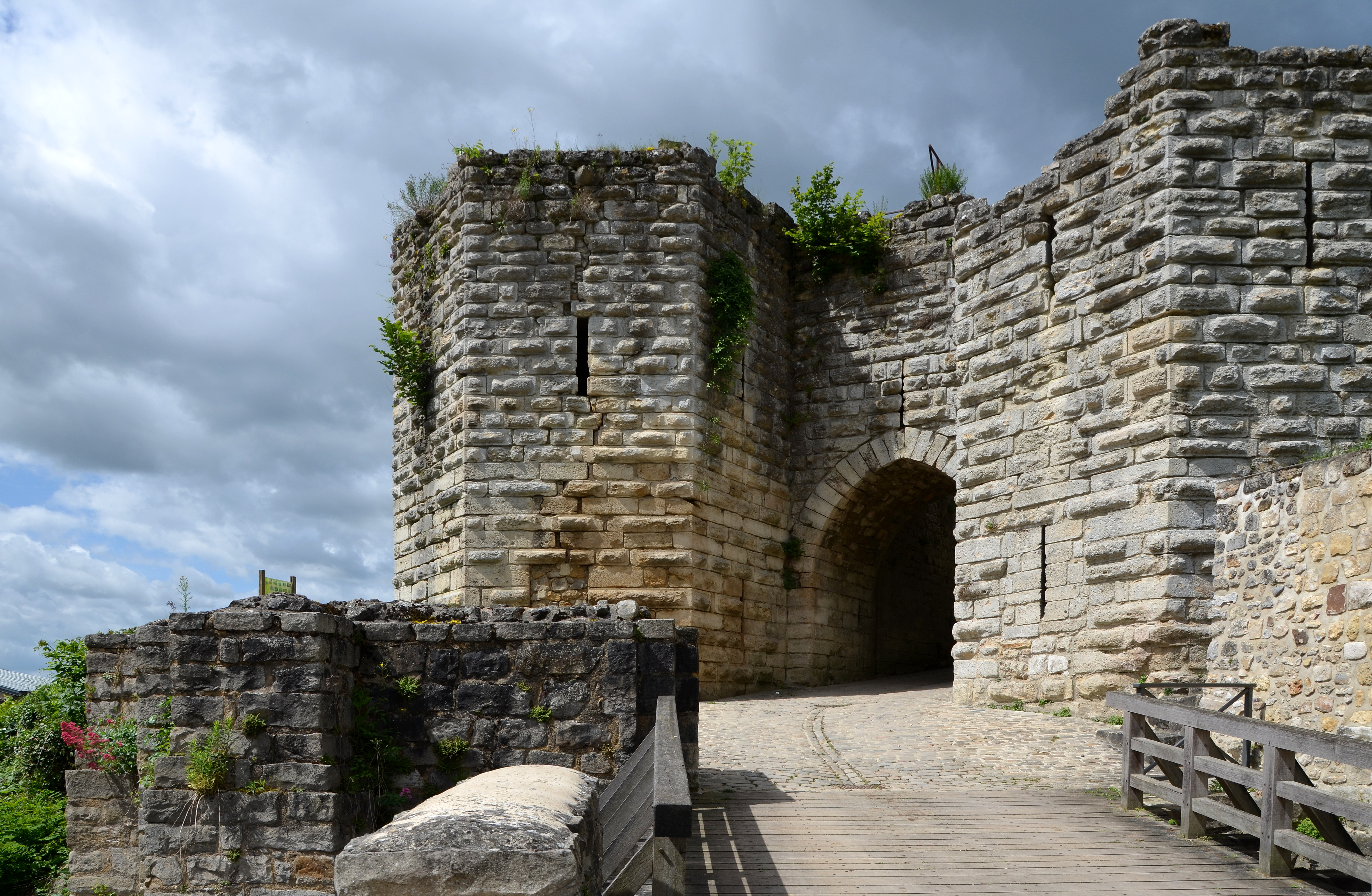
Ворота Сен-Жан
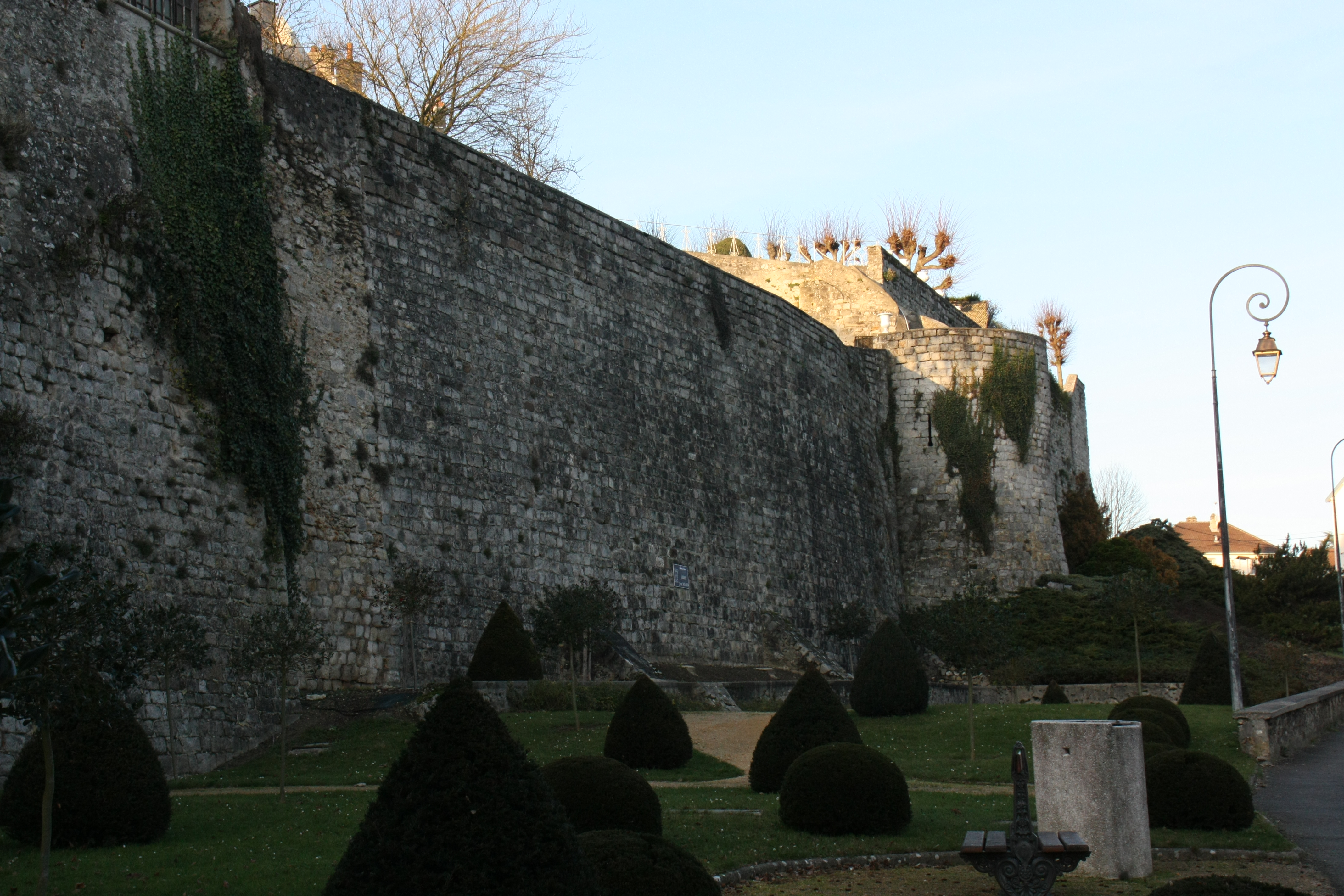
Крепостная стена
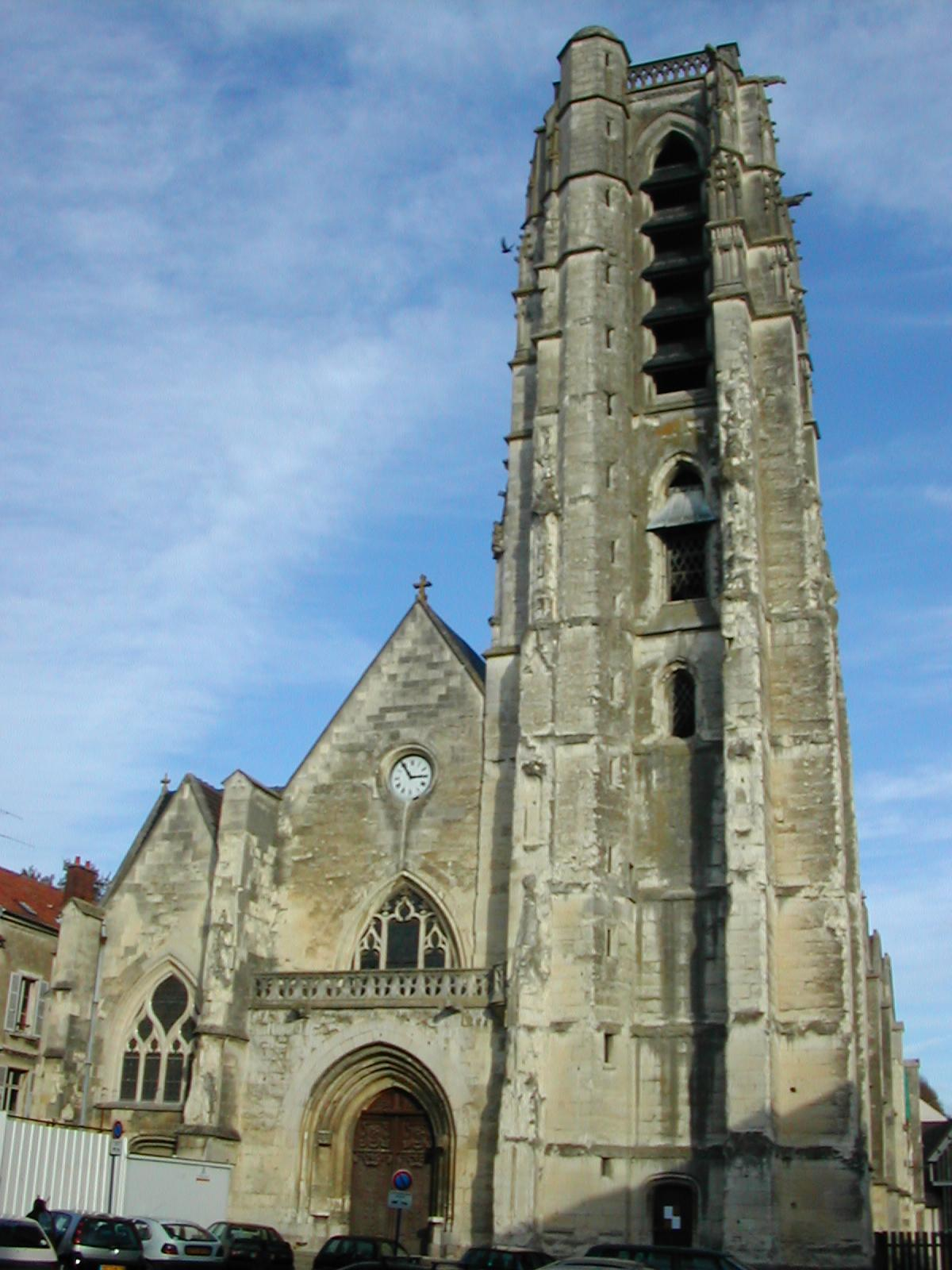
Церковь Святого Крепена
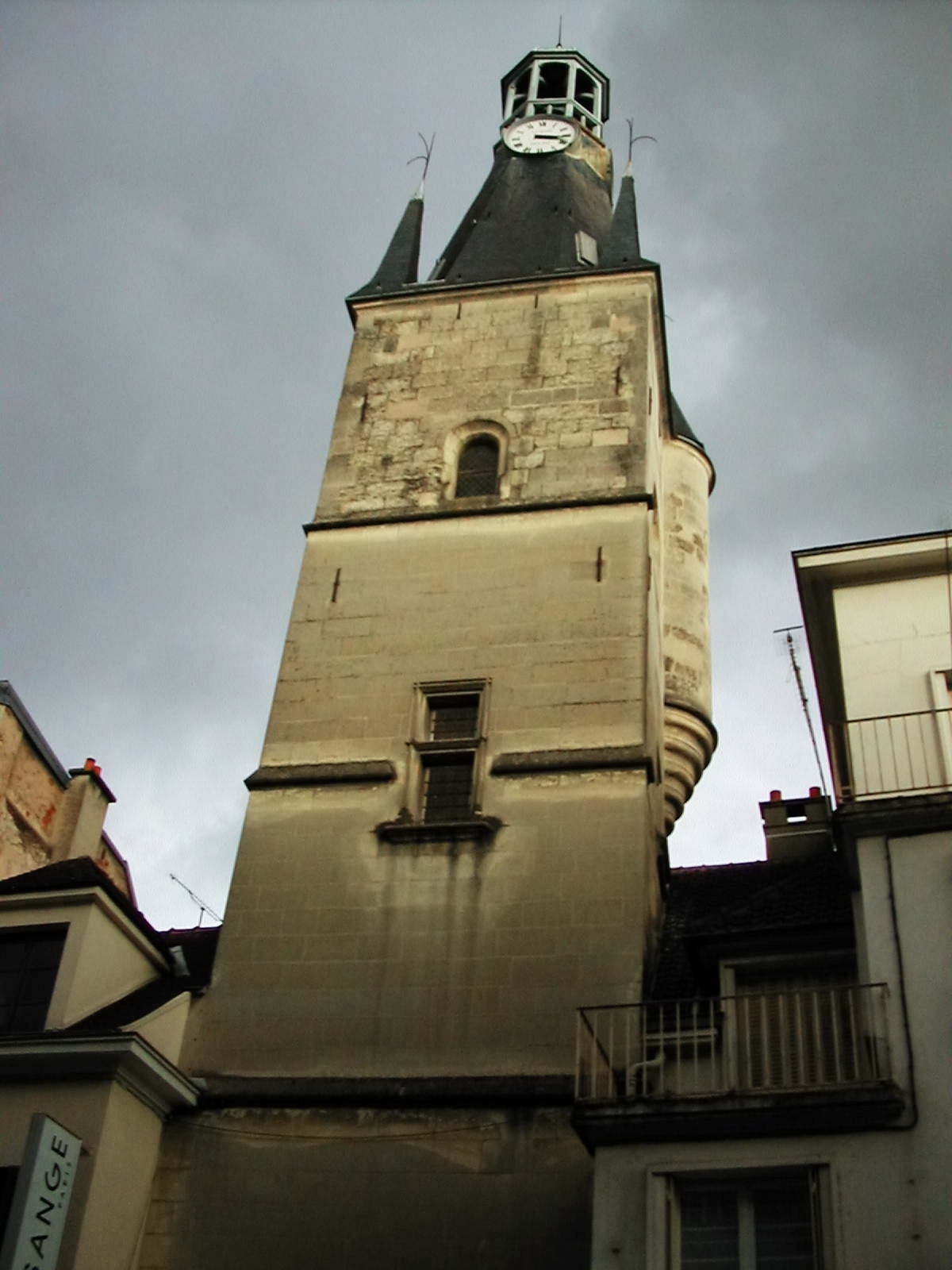
Башня Балан
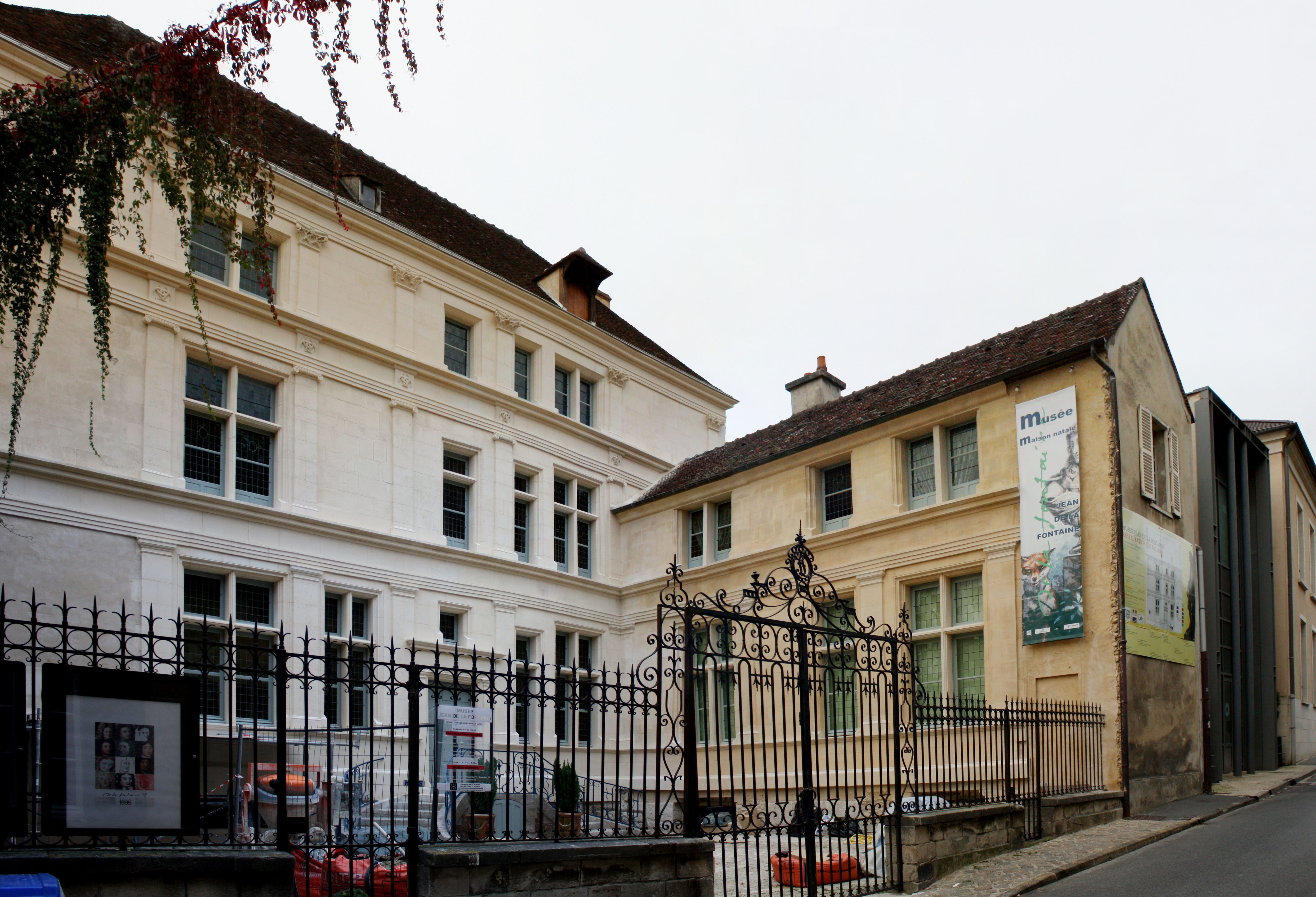
Музей Жана де Лафонтена
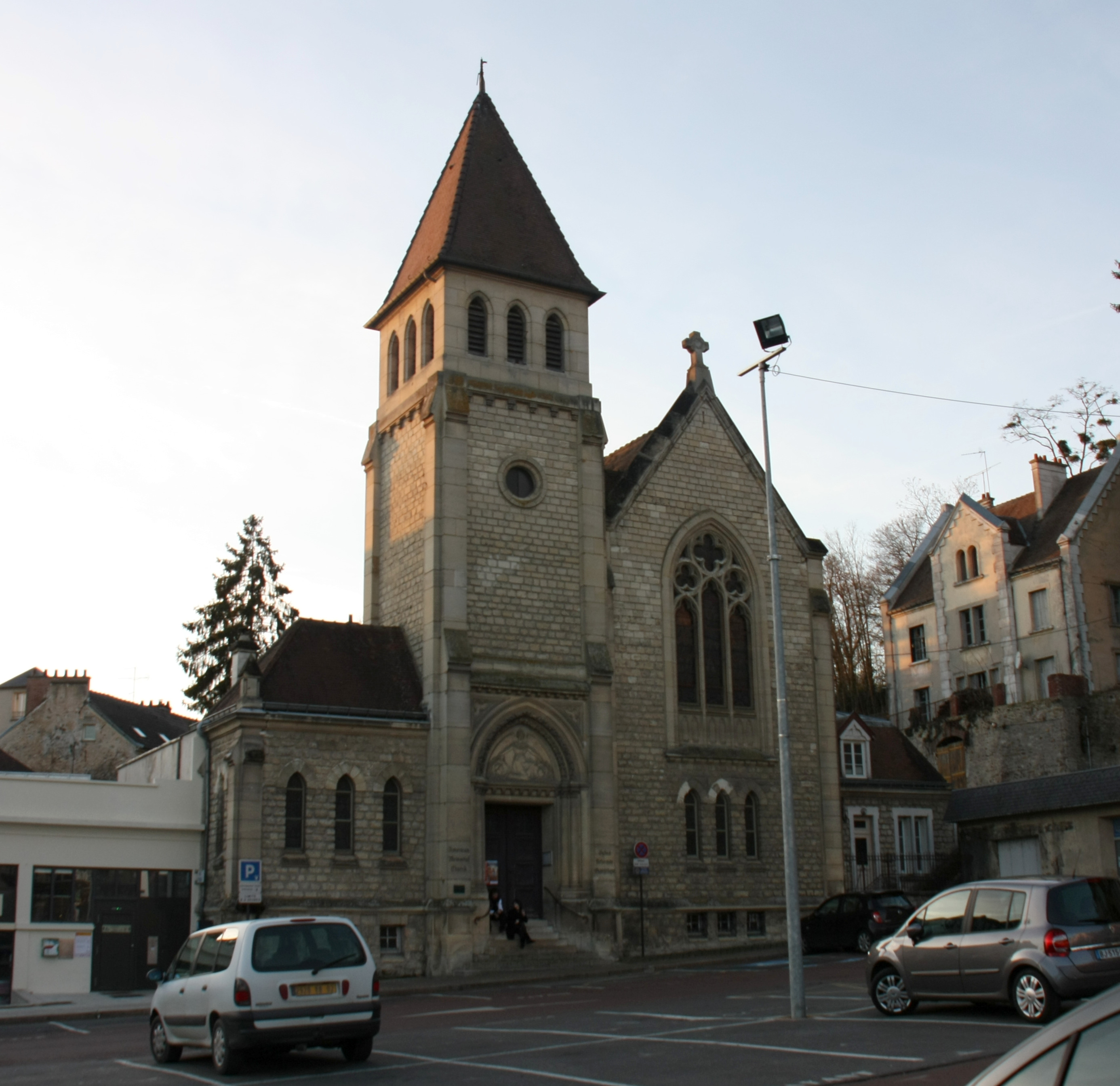
Протестантский храм

## Города-побратимы
- Мосбах, Германия
- Пёснек, Германия
- Унтерлюс, Германия
- Алиартос, Греция
- Амбохитроломахитси, Мадагаскар
- Грыбув, Польша
- Киньями, Руанда
- Чиснэдие, Румыния

## Знаменитые уроженцы
- Жан де Лафонтен (1621—1695), знаменитый баснописец